# اچ‌دی ۱۷۹۰۷۹
اچ‌دی ۱۷۹۰۷۹ یک ستاره است که در صورت فلکی عقاب قرار دارد.